# Општина Трес Ваљес (Веракруз)
Трес Ваљес (шп. Tres Valles) општина је у Мексику у савезној држави Веракруз. Општина се налази на надморској висини од 42 м.

## Становништво
Према подацима из 2010. у општини је живело 45095 становника.

### Хронологија
| Година       | 2000                  | 2005                  | 2010                  |
| ------------ | --------------------- | --------------------- | --------------------- |
| Становништво | 44215 (21572 / 22643) | 42855 (20595 / 22260) | 45095 (21938 / 23157) |

### Попис
| \| \| м \| \| \| ж \| \| 0—2 \| 1.145 \| \| \| 1.078 \| \| 3—5 \| 1.263 \| \| \| 1.227 \| \| 6—11 \| 2.697 \| \| \| 2.581 \| \| 12—14 \| 1.387 \| \| \| 1.349 \| \| 15—17 \| 1.443 \| \| \| 1.367 \| \| 18—24 \| 2.751 \| \| \| 2.871 \| \| 60+ \| 2.461 \| \| \| 2.465 \| \| Просек : \| 29,4 \| \| \| 30,4 \| |       |  |  |       |
| |       |  |  |       |
| | м     |  |  | ж     |
| 0—2 | 1.145 |  |  | 1.078 |
| 3—5 | 1.263 |  |  | 1.227 |
| 6—11 | 2.697 |  |  | 2.581 |
| 12—14 | 1.387 |  |  | 1.349 |
| 15—17 | 1.443 |  |  | 1.367 |
| 18—24 | 2.751 |  |  | 2.871 |
| 60+ | 2.461 |  |  | 2.465 |
| Просек : | 29,4  |  |  | 30,4  |

| #   | Индикатор                                                                                        | Вредност |
| --- | ------------------------------------------------------------------------------------------------ | -------- |
| 1   | Становништво од 0 до 2 године                                                                    | 2223     |
| 2   | Мушко становништво од 0 до 2 године                                                              | 1145     |
| 3   | Женско становништво од 0 до 2 године                                                             | 1078     |
| 4   | Становништво са 3 и више година                                                                  | 42846    |
| 5   | Мушко становништво са 3 и више година                                                            | 20778    |
| 6   | Женско становништво са 3 и више година                                                           | 22068    |
| 7   | Становништво са 5 и више година                                                                  | 41209    |
| 8   | Мушко становништво са 5 и више година                                                            | 19952    |
| 9   | Женско становништво са 5 и више година                                                           | 21257    |
| 10  | Становништво са 12 и више година                                                                 | 35078    |
| 11  | Мушко становништво са 12 и више година                                                           | 16818    |
| 12  | Женско становништво са 12 и више година                                                          | 18260    |
| 13  | Становништво са 15 и више година                                                                 | 32342    |
| 14  | Мушко становништво са 15 и више година                                                           | 15431    |
| 15  | Женско становништво са 15 и више година                                                          | 16911    |
| 16  | Становништво са 18 и више година                                                                 | 29532    |
| 17  | Мушко становништво са 18 и више година                                                           | 13988    |
| 18  | Женско становништво са 18 и више година                                                          | 15544    |
| 19  | Становништво од 3 до 5 година                                                                    | 2490     |
| 20  | Мушко становништво од 3 до 5 година                                                              | 1263     |
| 21  | Женско становништво од 3 до 5 година                                                             | 1227     |
| 22  | Становништво од 6 до 11 година                                                                   | 5278     |
| 23  | Мушко становништво од 6 до 11 година                                                             | 2697     |
| 24  | Женско становништво од 6 до 11 година                                                            | 2581     |
| 25  | Становништво од 8 до 14 година                                                                   | 6291     |
| 26  | Мушко становништво од 8 до 14 година                                                             | 3220     |
| 27  | Женско становништво од 8 до 14 година                                                            | 3071     |
| 28  | Становништво од 12 до 14 година                                                                  | 2736     |
| 29  | Мушко становништво од 12 до 14 година                                                            | 1387     |
| 30  | Женско становништво од 12 до 14 година                                                           | 1349     |
| 31  | Становништво од 15 до 17 година                                                                  | 2810     |
| 32  | Мушко становништво од 15 до 17 година                                                            | 1443     |
| 33  | Женско становништво од 15 до 17 година                                                           | 1367     |
| 34  | Становништво од 18 до 24 године                                                                  | 5622     |
| 35  | Мушко становништво од 18 до 24 године                                                            | 2751     |
| 36  | Женско становништво од 18 до 24 године                                                           | 2871     |
| 37  | Женско становништво од 15 до 49 година                                                           | 12388    |
| 38  | Становништво са 60 и више година                                                                 | 4926     |
| 39  | Мушко становништво са 60 и више година                                                           | 2461     |
| 40  | Женско становништво са 60 и више година                                                          | 2465     |
| 41  | Однос између мушкараца и жена                                                                    | 94.74    |
| 42  | Становништво од нуле до 14 година                                                                | 12727    |
| 43  | Становништво од 15 до 64 године                                                                  | 28842    |
| 44  | Становништво од 65 година и више                                                                 | 3500     |
| 45  | Просечан број деце                                                                               | 2.52     |
| 46  | Становништво рођено у ентитету                                                                   | 36593    |
| 47  | Мушко становништво рођено у ентитету                                                             | 17932    |
| 48  | Женско становништво рођено у ентитету                                                            | 18661    |
| 49  | Становништво рођено у другом ентитету                                                            | 8136     |
| 50  | Мушко становништво рођено у другом ентитету                                                      | 3820     |
| 51  | Женско становништво рођено у другом ентитету                                                     | 4316     |
| 52  | Становништво од 5 година и више резидентно у ентитету у јуну 2005. године                        | 38943    |
| 53  | Мушко становништво старосног доба од 5 година и више, резидентно у ентитету у јуну 2005. године  | 18690    |
| 54  | Женско становништво старосног доба од 5 и више година, резидентно у ентитету у јуну 2005. године | 20253    |
| 55  | Становништво од 5 година и више које је живело у другом ентитету у јуну 2005. године             | 1362     |
| 56  | Мушко становништво старије од 5 година које је живело у другом ентитету у јуну 2005. године      | 681      |
| 57  | Женско становништво старије од 5 година које је живело у другом ентитету у јуну 2005. године     | 681      |
| 58  | Становништво од 3 године и више које говори аутохтони језик                                      | 3364     |
| 59  | Мушко становништво старо 3 године и више које говори аутохтони језик                             | 1620     |
| 60  | Женско становништво старо 3 године и више које говори аутохтони језик                            | 1744     |
| 61  | Становништво од 3 године и више које говори аутохтони језик и не говори шпански језик            | 120      |
| 62  | Мушко становништво старо 3 године и више које говори аутохтони језик и не говори шпански         | 22       |
| 63  | Женско становништво старо 3 године и више које говори аутохтони језик и не говори шпански језик  | 98       |
| 64  | Становништво старо 3 године и више које говори аутохтони језик и шпански                         | 3144     |
| 65  | Мушко становништво старо 3 године и више које говори аутохтони језик и шпански                   | 1557     |
| 66  | Женско становништво старо 3 године и више које говори аутохтони језик и шпански                  | 1587     |
| 67  | Становништво од 5 година и више које говори аутохтони језик                                      | 3325     |
| 68  | Становништво од 5 година и више које говори аутохтони језик и не говори шпански језик            | 120      |
| 69  | Становништво од 5 година и више које говори аутохтони језик и говори шпански језик               | 3107     |
| 70  | Становништво у домородачким домаћинствима                                                        | 5276     |
| 71  | Становништво са ограничењима у активностима                                                      | 2181     |
| 72  | Становништво са ограниченим ходањем или кретањем, горе или доле                                  | 1069     |
| 73  | Становници са ограничењима вида, чак и уз кориштење сочива                                       | 661      |
| 74  | Становништво са ограничењима говора, комуникације или конверзације                               | 193      |
| 75  | Становништво са ограниченим слухом                                                               | 204      |
| 76  | Становништво са ограничењима при одевању, купању или јелу                                        | 61       |
| 77  | Становништво са ограничењима у опажању или учењу једноставних ствари                             | 58       |
| 78  | Становништво са менталним ограничењима                                                           | 217      |
| 79  | Становништво без ограничења активности                                                           | 42703    |
| 80  | Становништво од 3 до 5 година које не похађа школу                                               | 1299     |
| 81  | Мушко становништво од 3 до 5 година које не похађа школу                                         | 646      |
| 82  | Женско становништво од 3 до 5 година које не похађа школу                                        | 653      |
| 83  | Становништво од 6 до 11 година које не похађа школу                                              | 231      |
| 84  | Мушко становништво од 6 до 11 година које не похађа школу                                        | 119      |
| 85  | Женско становништво од 6 до 11 година које не похађа школу                                       | 112      |
| 86  | Становништво од 12 до 14 година које не похађа школу                                             | 263      |
| 87  | Мушко становништво од 12 до 14 година које не похађа школу                                       | 155      |
| 88  | Женско становништво од 12 до 14 година које не похађа школу                                      | 108      |
| 89  | Становништво од 15 до 17 година похађа школу                                                     | 1850     |
| 90  | Мушко становништво од 15 до 17 година похађа школу                                               | 902      |
| 91  | Женско становништво између 15 и 17 година живота у школи                                         | 948      |
| 92  | Становништво од 18 до 24 године похађа школу                                                     | 1338     |
| 93  | Мушко становништво од 18 до 24 године похађа школу                                               | 657      |
| 94  | Женско становништво од 18 до 24 године похађа школу                                              | 681      |
| 95  | Становништво од 8 до 14 година које не може да чита и пише                                       | 368      |
| 96  | Мушко становништво старосног доба од 8 до 14 година које не може да чита и пише                  | 213      |
| 97  | Женско становништво старосног доби од 8 до 14 година које не може да чита и пише                 | 155      |
| 98  | Становништво од 15 година и више које је неписмено                                               | 4272     |
| 99  | Мушко становништво од 15 година и више које је неписмено                                         | 1897     |
| 100 | Женско становништво од 15 година и више које је неписмено                                        | 2375     |
| 101 | Становништво старо 15 и више година без школовања                                                | 4193     |
| 102 | Мушко становништво старо 15 и више година без школовања                                          | 1898     |
| 103 | Женско становништво старо 15 и више година без школовања                                         | 2295     |
| 104 | Становништво старосног доба 15 и више година са непотпуним основним образовањем                  | 6715     |
| 105 | Мушко становништво старосног доба од 15 година и више са непотпуном основним образовањем         | 3231     |
| 106 | Женско становништво старосног доба 15 и више година са непотпуном основним образовањем           | 3484     |
| 107 | Становништво старо 15 и више година са комплетним основним образовањем                           | 5560     |
| 108 | Мушко становништво старо 15 година и више са комплетним основним образовањем                     | 2570     |
| 109 | Женско становништво старо 15 и више година са комплетним основним образовањем                    | 2990     |
| 110 | Становништво старосног доба 15 и више година са непотпуним средњим образовањем                   | 2110     |
| 111 | Мушко становништво старосног доба од 15 година и више са непотпуним средњим образовањем          | 1170     |
| 112 | Женско становништво старосног доба од 15 година и више са непотпуним средњим образовањем         | 940      |
| 113 | Становништво старо 15 и више година са пуним секундарном образовањем                             | 6064     |
| 114 | Мушко становништво старосног доба од 15 година и више са пуним секундарном образовањем           | 2911     |
| 115 | Женско становништво старосног доба од 15 година и више са пуним секундарном образовањем          | 3153     |
| 116 | Становништво старије од 18 година са постосновним образовањем                                    | 6850     |
| 117 | Мушко становништво старије од 18 година са постосновним образовањем                              | 3284     |
| 118 | Женско становништво старије од 18 година са постосновним образовањем                             | 3566     |
| 119 | Просечна оцена школовања                                                                         | 6.87     |
| 120 | Просечан ниво образовања мушке популације                                                        | 6.92     |
| 121 | Просечан ниво образовања женског становништва                                                    | 6.83     |
| 122 | Економски активно становништво                                                                   | 16466    |
| 123 | Економски активна мушка популација                                                               | 12554    |
| 124 | Економски активна женска популација                                                              | 3912     |
| 125 | Становништво које није економски активно                                                         | 18459    |
| 126 | Мушко становништво које није економски активно                                                   | 4177     |
| 127 | Женско становништво које није економски активно                                                  | 14282    |
| 128 | Запослено становништво                                                                           | 15971    |
| 129 | Запослено мушко становништво                                                                     | 12140    |
| 130 | Запослено женско становништво                                                                    | 3831     |
| 131 | Незапослена популација                                                                           | 495      |
| 132 | Незапослена мушка популација                                                                     | 414      |
| 133 | Незапослена женска популација                                                                    | 81       |
| 134 | Становништво без права на здравствене услуге                                                     | 18295    |
| 135 | Становништво које има право на здравствене услуге                                                | 26717    |
| 136 | Становништво које има право на ИМСС                                                              | 14125    |
| 137 | Становништво које има право на социјално осигурање                                               | 1426     |
| 138 | Становништво које има право на државно социјално осигурање                                       | 38       |
| 139 | Становништво које има право на опште осигурање или здравствено осигурање за нову генерацију      | 11067    |
| 140 | Становништво које је било једном или није било у браку током 12 година и више                    | 11955    |
| 141 | Венчано или уједињено становништво од 12 година и више                                           | 19481    |
| 142 | Становништво које је било у браку или уједињено 12 година и више                                 | 3586     |
| 143 | Становништво са католичком религијом                                                             | 35069    |
| 144 | Протестанти, еванђелисти и библијски следбеници различити од еванђелиста                         | 5777     |
| 145 | Становништво са другим религијама различитим од претходних                                       | 33       |
| 146 | Становништво без религије                                                                        | 3942     |
| 147 | Укупно пописаних домаћинства                                                                     | 12618    |
| 148 | Пописна домаћинства на челу са мушкарцима                                                        | 9153     |
| 149 | Пописна домаћинства на челу са женама                                                            | 3465     |
| 150 | Становништво у пописним домаћинствима                                                            | 45071    |
| 151 | Становништво у пописним домаћинствима на челу са мушкарцима                                      | 34052    |
| 152 | Становништво у пописним домаћинствима на челу са женама                                          | 11019    |
| 153 | Укупно домаћинстава                                                                              | 15687    |
| 154 | Укупно насељених домаћинстава                                                                    | 12622    |
| 155 | Укупно приватних кућа                                                                            | 15683    |
| 156 | Насељени приватни домови                                                                         | 12618    |
| 157 | Укупно насељених приватних кућа                                                                  | 12621    |
| 158 | Ненасељене приватне куће                                                                         | 2397     |
| 159 | Појединачна домаћинства за привремену употребу                                                   | 668      |
| 160 | Становници у насељеним приватним кућама                                                          | 45071    |
| 161 | Насељеност станара у приватним становима                                                         | 3.57     |
| 162 | Просечно становника по соби у приватним насељеним домаћинствима                                  | 1.06     |
| 163 | Појединачна домаћинства са подовима од различитих материјала од земље                            | 10717    |
| 164 | Појединачна домаћинства у приземљу                                                               | 1856     |
| 165 | Појединачна домаћинства са једном спаваћом собом                                                 | 5919     |
| 166 | Појединачна домаћинства са две спаваће собе и више                                               | 6671     |
| 167 | Појединачна домаћинства са једним собом                                                          | 1372     |
| 168 | Појединачна домаћинства са две собе                                                              | 2634     |
| 169 | Појединачна домаћинства са 3 собе и више                                                         | 8578     |
| 170 | Појединачна домаћинства која имају електрично светло                                             | 12317    |
| 171 | Појединачна домаћинства која немају електрично светло                                            | 284      |
| 172 | Појединачна домаћинства која имају водоводну воду у стамбеном простору                           | 6167     |
| 173 | Појединачна домаћинства која немају водоводну воду у стамбеном простору                          | 6407     |
| 174 | Појединачна домаћинства која имају тоалет                                                        | 11490    |
| 175 | Појединачна домаћинства која имају канализацију                                                  | 11163    |
| 176 | Појединачна домаћинства која немају канализацију                                                 | 1321     |
| 177 | Појединачна домаћинства која имају електрично светло, довод воде из јавне мреже и канализацију   | 5890     |
| 178 | Појединачна домаћинства без икаквих услова                                                       | 422      |
| 179 | Појединачна домаћинства која имају радио                                                         | 8709     |
| 180 | Појединачна домаћинства која имају телевизор                                                     | 11501    |
| 181 | Појединачна домаћинства која имају фрижидер                                                      | 10339    |
| 182 | Појединачна домаћинства која имају машину за веш                                                 | 8183     |
| 183 | Појединачна домаћинства која имају аутомобил или комби                                           | 3821     |
| 184 | Појединачна домаћинства која имају рачунар                                                       | 1581     |
| 185 | Појединачна домаћинства која имају фиксну телефонску линију                                      | 2970     |
| 186 | Појединачна домаћинства која имају мобилни телефон                                               | 7480     |
| 187 | Појединачна домаћинства која имају приступ интернету                                             | 866      |